# 풍덕초등학교
풍덕초등학교는 대한민국 경기도 용인시 수지구 풍덕천동에 있는 공립 초등학교이다.

## 학교 연혁
- 1994.11.01 경기도립 풍덕국민학교 설립인가
- 1995.03.01 풍덕국민학교 개교
- 1996.03.01 풍덕초등학교로 개칭
- 2001.09.01 동천초등학교 개교 분리 전출(245명)
- 2013.02.15 2012학년도 제18회 졸업장 수여식(졸업생 256명 누적 총5,219명)
- 2013.03.01 36학급, 특수학급 1학급 편성
- 2013.03.01 제8대 서정복 교장 취임